# 공주 공북루
공북루(拱北樓)는 대한민국 충청남도 공주시 공산성의 북문이다. 1976년 1월 8일 충청남도의 유형문화재 제37호로 지정되었다.

## 개요
공산성의 북문으로 강남과 강북을 오가는 남북통로의 길이다. 조선 선조 36년(1603)에 관찰사 유근이 쌍수산성을 고쳐 세우면서, 이 자리에 있었던 망북루를 다시 지어 공북루로 고쳐 부르고, 그 옆에 월파당을 지었다고 한다. 현종 4년(1663) 관찰사 오정위가 낡은 것을 다시 지었으며 기록은 송시열이 하였다. 월파당은 효종 5년(1654)에 붕괴되어 현재는 터만 남아있다.
앞면 5칸·옆면 2칸으로 규모가 큰 누각 건축이어서, 윗층에는 누마루를 깔았고 아랫층은 통행로로 쓰고 있다. 지붕 옆면이 여덟 팔(八)자 모양인 팔작지붕집이고, ‘공북루(拱北樓)’라고 쓴 현판은 성의 안쪽에 해당하는 추녀 밑에 걸려있다.
공북루는 송시열이 쓴 기록을 비롯해 여러 글이 걸려 있어 멋스러운 경치를 더해 주는 건물로 조선시대 대표적인 문루이다.

## 현지 안내문
1603년(조선 선조 36년)에 건축한 공산성의 북문이다. 이 곳은 원래 망북루가 있던 터였으나, 금강에서 성 안으로 들어오는 문 위에 누각을 세운 것이다. 아래는 성으로 통하는 곳으로 사용하고, 위는 마루로 만들어 네 면을 개방하여 강가의 아름다운 경관을 즐기는 장소로 이용하였다. 건물 안에 중수기와 시서 등이 걸려 있어 풍취를 더해 주고 있다.

## 참고 자료
- 공북루 - 국가유산청 국가유산포털